# Estación de Orry-la-Ville - Coye

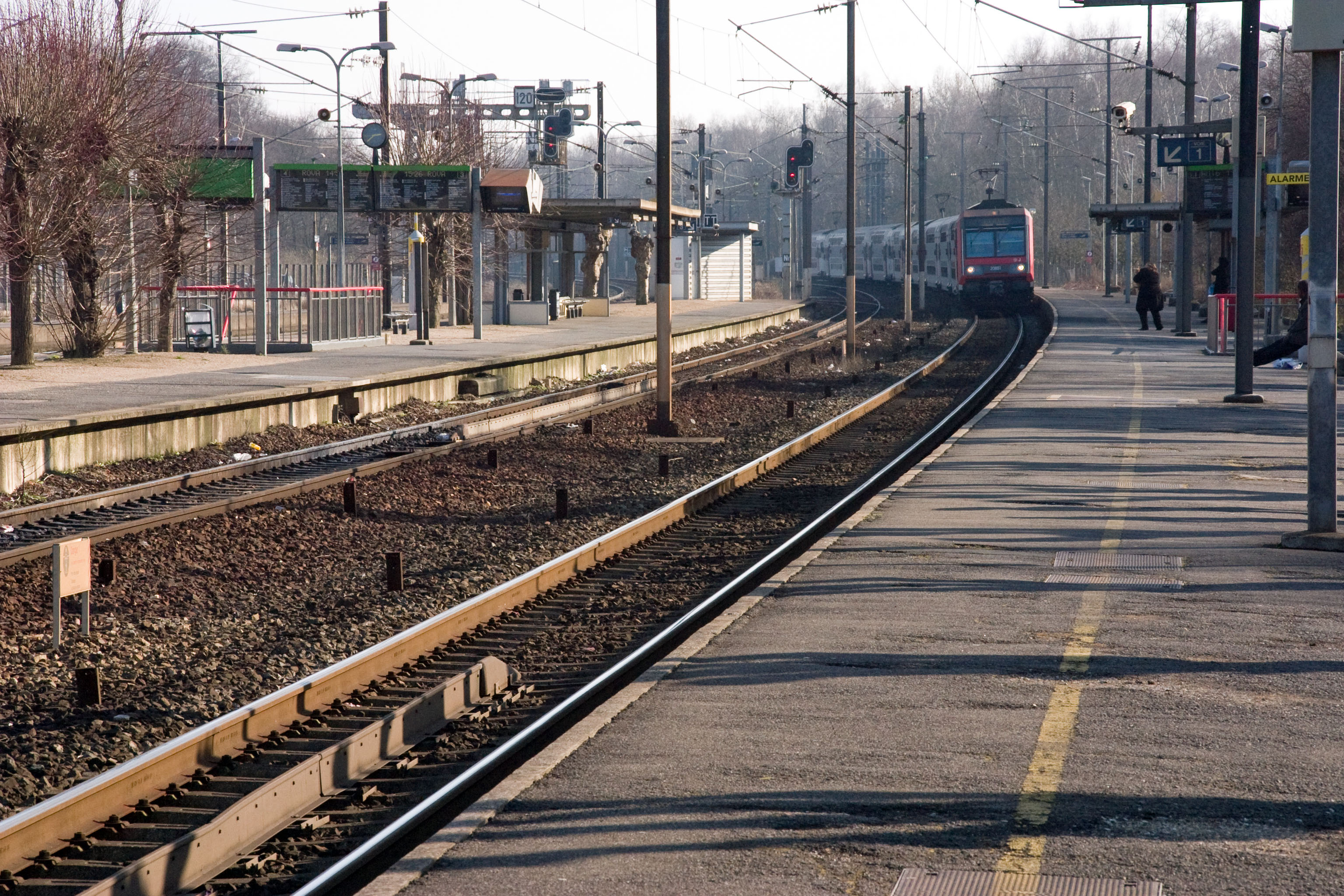
Vista de los andenes

La estación de Orry-la-Ville - Coye es una estación ferroviaria francesa situada en la comuna de Fosses, en el departamento de Oise al norte de París. Se encuentra en pleno corazón del bosque de Chantilly, a 2 kilómetros del centro urbano. Por ella circulan tanto los trenes de cercanías de la línea D del RER como trenes regionales de la línea París-Norte a Lille.

## Historia
Fue inaugurada el 10 de mayo de 1859 por parte de la Compañía de Ferrocarriles del Norte.  En 1905 el tramo de la línea en la cual se encuentra fue desdoblado. 
El 27 de septiembre de 1987 la estación se integró en la línea D del RER.

## La estación
Fue construida siguiente el modelo estándar de las estaciones de segunda categoría de la compañía del norte con un edificio central y dos anexos adosados. Con el desdoblamiento de la línea pasó a ser considerada de primera categoría, su entrada fue ampliada y sus anexos elevados uno piso alcanzando los tres pisos. 
Se compone de tres andenes, dos laterales y uno central, al que acceden cuatro vías. 

## Servicios ferroviarios

### Regionales
Por la estación transitan trenes TER que unen París con el norte de Francia:
- Línea Amiens - París.
- Línea Busigny - París.

### Cercanías
El tráfico de cercanías se realiza gracias a la D del RER. Muchos de los trenes terminan su trayecto en la estación, otros siguen hasta Creil.